# Moritz von Bethmann

Bethmannsches Gartenhaus am Friedberger Tor in einer Ansicht aus dem 19. Jahrhundert

Philipp Heinrich Moritz Alexander von Bethmann (seit 1854: Freiherr von Bethmann) (* 8. Oktober 1811 in Frankfurt am Main; † 2. Dezember 1877 ebenda) war ein deutscher Bankier.

## Leben
Der älteste Sohn von Simon Moritz von Bethmann und Louise Friederike geb. Boode war beim Tod seines Vaters erst 15 Jahre alt. 1833 trat er in die Leitung des Bankhauses Gebrüder Bethmann ein. Bethmann förderte vor allem den Eisenbahnbau. 1836 gründete er gemeinsam mit dem Bankhaus Rothschild die Taunus-Eisenbahn AG, 1844 die Frankfurt-Hanauer Eisenbahn-Gesellschaft und die kurhessische Friedrich-Wilhelms-Nordbahn-Gesellschaft. In den 1850er Jahren beteiligte er sich u. a. an der italienischen Zentraleisenbahn, der österreichischen Staatsbahn und der Rhein-Nahe-Eisenbahn-Gesellschaft. 
Von 1854 bis zum Ende der Freien Stadt Frankfurt 1866 war Bethmann preußischer Generalkonsul in Frankfurt. 1854 wurde er in den badischen Freiherrnstand erhoben.
1863 beherbergte er die Teilnehmer des Frankfurter Fürstentages in seinem Gartenhaus. Wie sein Vater war er ein großzügiger Mäzen und Förderer des Frankfurter Kunst- und Kulturlebens.
Der durch ein Hüftleiden zeitlebens behinderte Bethmann war verheiratet mit Maria, geb. Freiin von Bose (1819–1882), mit der er zwei Söhne und drei Töchter hatte, darunter der nach dem Großvater benannte Simon Moritz, der später seine Nachfolge als Chef des Hauses Bethmann antrat. Seine Tochter Louise Friederike Henriette Maria (1845–1936) war mit Rudolf Hottinger (1835–1920), dem Enkel des Pariser Bankiers Jean-Conrad Hottinguer, verheiratet.